# (200295) 2000 AT213
(200295) 2000 AT213 es un asteroide perteneciente al cinturón de asteroides descubierto el 6 de enero de 2000 por el equipo del Spacewatch desde el Observatorio Nacional de Kitt Peak, Arizona, Estados Unidos.

## Designación y nombre
Designado provisionalmente como 2000 AT213.

## Características orbitales
2000 AT213 está situado a una distancia media del Sol de 2,701 ua, pudiendo alejarse hasta 2,980 ua y acercarse hasta 2,422 ua. Su excentricidad es 0,103 y la inclinación orbital 3,263 grados. Emplea 1621,96 días en completar una órbita alrededor del Sol.

## Características físicas
La magnitud absoluta de 2000 AT213 es 15,8. 